# Charlotte de Saxa-Meiningen
Prințesa Marie Charlotte Amalie Ernestine Wilhelmine Philippine de Saxa-Meiningen (germană Marie Charlotte Amalie Ernestine Wilhelmine Philippine, Prinzessin von Sachsen-Meiningen) (11 septembrie 1751 – 25 aprilie 1827) a fost membră a Casei de Saxa-Meiningen și prințesă de Saxa-Meiningen prin naștere. Prin căsătoria cu Ernst al II-lea, Duce de Saxa-Gotha-Altenburg a devenit membră a Casei de Saxa-Gotha-Altenburg și ducesă consort de Saxa-Gotha-Altenburg.

## Biografie
Charlotte a fost primul copil al lui Anton Ulrich, Duce de Saxa-Meiningen și a celei de-a doua soții a acestuia, Charlotte Amalie de Hesse-Philippsthal. Charlotte a fost sora mai mare a lui Karl Wilhelm, Duce de Saxa-Meiningen și George I, Duce de Saxa-Meiningen.

## Căsătorie
La Meiningen la 21 martie 1769, Charlotte s-a căsătorit cu Prințul Ereditar Ernst de Saxa-Gotha-Altenburg (mai târziu Ducele de Saxa-Gotha-Altenburg). Cuplul a avut patru fii:
- Ernest (n. Gotha, 27 februarie 1770 – d. Gotha, 3 decembrie 1779).
- Emil Leopold August, Duce de Saxa-Gotha-Altenburg (n. Gotha, 23 noiembrie 1772 – d. Gotha, 27 mai 1822), cunoscut drept Augustus.
- Frederic al IV-lea, Duce de Saxa-Gotha-Altenburg (n. Gotha, 28 noiembrie 1774 – d. Gotha, 11 februarie 1825).
- Ludwig (n. Gotha, 21 octombrie 1777 – d. Gotha, 26 octombrie 1777).

Soțul Charlottei era privit ca un monarh luminat și un mare patron al artelor și științelor. El a fost asistat de soția sa, Charlotte.